# Diplocoelus humerosus
Diplocoelus humerosus is een keversoort uit de familie houtskoolzwamkevers (Biphyllidae). De wetenschappelijke naam van de soort werd in 1876 gepubliceerd door Edmund Reitter.